# Brüheim
Brüheim är en ortsteil i kommunen Nessetal i Landkreis Gotha i förbundslandet Thüringen i Tyskland. Brüheim var en kommun fram till den 1 januari 2019 när tillsammans med kommunerna Ballstädt, Bufleben, Friedrichswerth, Goldbach, Haina, Hochheim, Remstädt, Wangenheim, Warza och Westhausen bildade den nya kommunen Nessetal. Kommuen hade 457 invånare 2018.